# Alsóvenice
Alsóvenice (románul: Veneția de Jos) település Romániában, Brassó megyében.

## Fekvése
Fogarastól keletre, az Oltba ömlő Venice patak torkolata fölötti bal parton fekvő település. A település közelében melegvizű gyógyfürdő található.

## Története

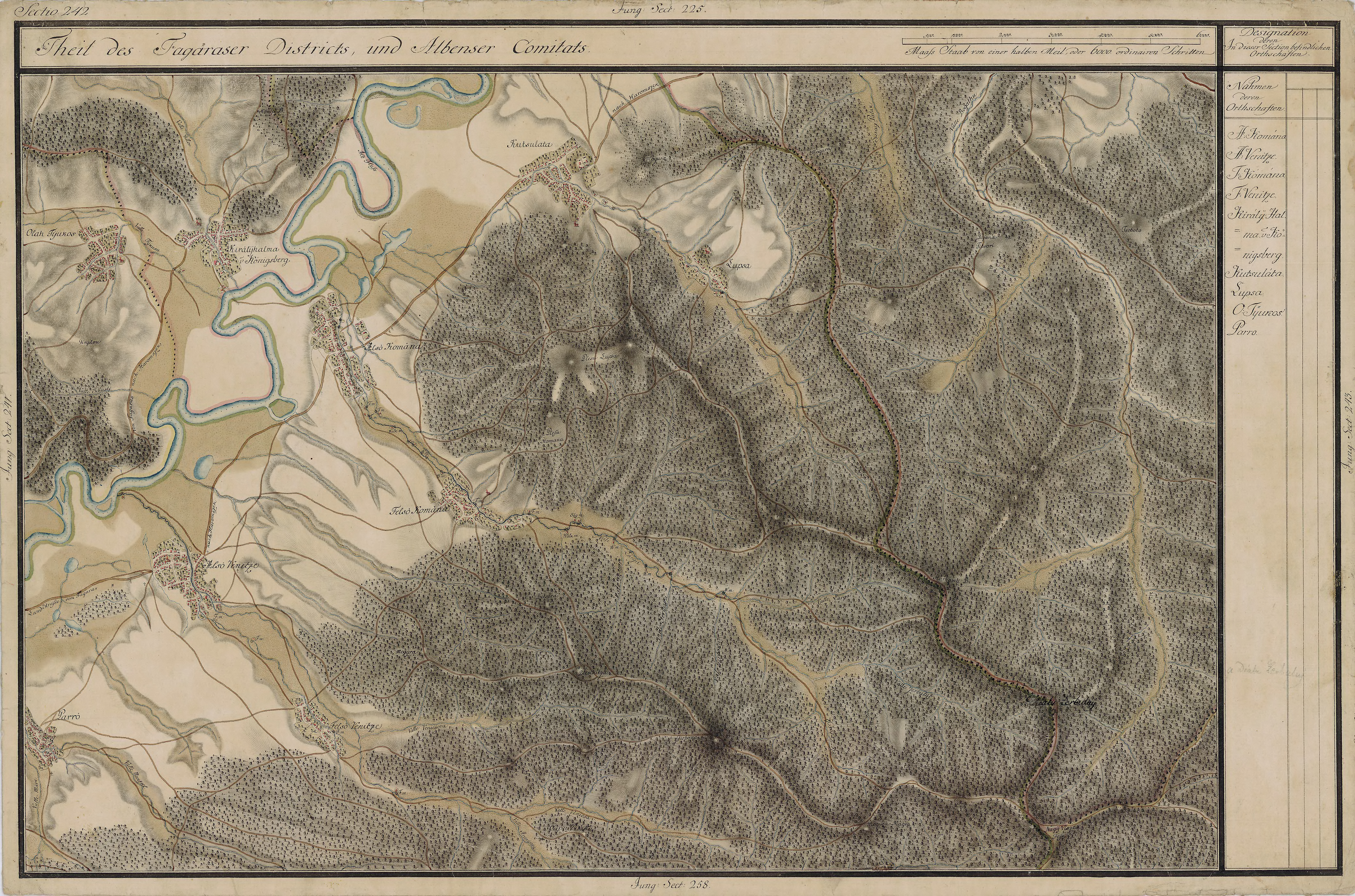
Alsóvenice és környéke egy régi térképen

Alsóvenice, Velence nevét 1235-ben már említette oklevél az ide való Conrad plebanos nevével kapcsolatban Conrad plebanus de Venetiis alakban az erdélyi püspök által a szentszéki legátusnál bepanaszolt papok között. 1372-ben Venecze néven említették, mikor is egyháza felett pereskedett az erdélyi püspök és az esztergomi érsek, mivel a korai német telepítvények egyházaira az érsek formált jogot. További névváltozatai:  1637-ben Also Venicze,  1640-ben Also  Wenicze, 1750-ben Also-Venecze, 1760–1762 között Alsó  Venitze, 1808-ban  Venicze  (Alsó-), 1861-ben  Alsó-Venicze, 1888-ban    Alsó-Venicze (Venetia inferior), 1913-ban Alsóvenice.
A 14. század első felében birtokosai a Barnabás fiak voltak, utánuk László (Vlad) havaselvei vajda és Fogarasföld ura volt birtokosa, aki 1372-ben átadta unokabátyjának: a Kökényesrénold nemzetségből való Dobokai  Lászlónak. Venice római  katolikus  magyar vagy szász lakosságát az 1241 évi tatárjárás pusztította el. A 14-19. században román jobbágyfalu volt.
1640-ben I. Rákóczi György birtoka volt.
A trianoni békeszerződés előtt Fogaras vármegye Sárkányi járásához tartozott. 1910-ben 1283 lakosából 1229 román, 35 magyar volt. Ebből 826 görögkeleti ortodox, 422 görögkatolikus, 12 római katolikus volt.